# Mizuki Ichimaru
Mizuki Ichimaru (市丸 瑞希 Ichimaru Mizuki?, nacido el 8 de mayo de 1997 en Osaka) es un futbolista japonés que se desempeña como centrocampista en el Gamba Osaka de la J1 League.

## Trayectoria

### Clubes
| Club               | País  | Año    |
| ------------------ | ----- | ------ |
| Gamba Osaka        | Japón | 2016 - |
| Gamba Osaka sub-23 | Japón | 2016 - |
| FC Gifu (cedido)   | Japón | 2019   |

## Estadística de carrera

### J. League
| Club               | Año   | J. League | J. League | Copa J. League | Copa J. League | Total | Total |
| Club               | Año   | Part.     | Goles     | Part.          | Goles          | Part. | Goles |
| ------------------ | ----- | --------- | --------- | -------------- | -------------- | ----- | ----- |
| Gamba Osaka        | 2016  | 0         | 0         | 0              | 0              | 0     | 0     |
| Gamba Osaka        | 2017  | 1         | 0         | 2              | 0              | 3     | 0     |
| Gamba Osaka sub-23 | 2016  | 21        | 0         | -              | -              | 21    | 0     |
| Total              | Total | 22        | 0         | 2              | 0              | 24    | 0     |